# Velîke Sadove, Bahciîsarai
Velîke Sadove (în ucraineană Велике Садове) este un sat în așezarea urbană Kuibîșeve din raionul Bahciîsarai, Republica Autonomă Crimeea, Ucraina.

## Demografie
Componența lingvistică a localității Velîke Sadove
     Rusă (57,34%)
     Tătară crimeeană (29,92%)
     Ucraineană (11,91%)
     Alte limbi (0,55%)
Conform recensământului din 2001, majoritatea populației localității Velîke Sadove era vorbitoare de rusă (57,34%), existând în minoritate și vorbitori de tătară crimeeană (29,92%) și ucraineană (11,91%).